# Лестничный эпитониум
Лестничный эпитониум или «винтовая лестница» (лат. Epitonium scalare) — брюхоногий моллюск из семейства Epitoniidae.

## Описание

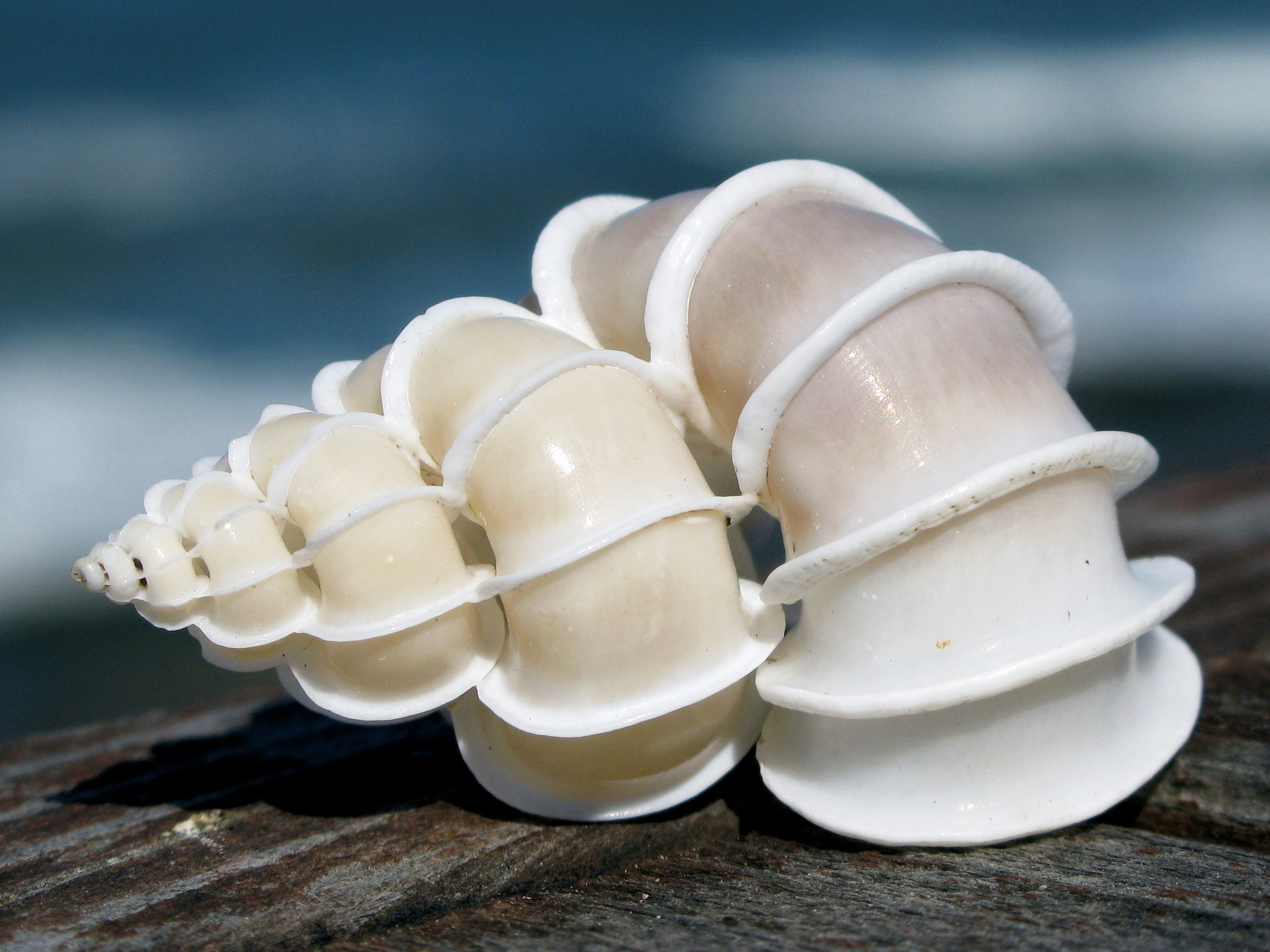
Хорошо видны высокие выпуклые обороты раковины, сложенные в башенную спираль

Высота раковины 30—70 мм. Раковина средних размеров, тонкостенная, с 6—7 чрезвычайно выпуклыми высокими оборотами, сложенными в широкую башенную спираль. Осевая структура образована регулярными приподнятыми круговыми рёбрами. Устье раковины круглое, обрамлено последним круговым ребром. Общая окраска раковины от белой до лилово-серой.

## Ареал
Тропический Индо-Тихоокеанский регион. От Фиджи, Южных Японских островов до Австралии, Филиппинских островов и Персидского залива.

## Образ жизни
Обитает на глубине 20—130 метров, зарываясь в песок. Хищник, питается актиниями.